# Хартельт, Анна
А́нна Ха́ртельт (нем. Anna Hartelt; род. 17 февраля 1988, Гармиш-Партенкирхен, Бавария) — немецкая кёрлингистка.
Играет в основном на позиции второго.
Начала заниматься кёрлингом в 2002.

## Достижения
- Чемпионат Германии по кёрлингу среди женщин: золото (2003, 2004, 2005, 2006, 2007, 2008).
- Континентальный Кубок по кёрлингу (в составе команды «Европа»): золото (2006).
- Чемпионат Германии по кёрлингу среди смешанных команд: бронза (2008).

## Команды
| Сезон   | Четвёртый   | Третий        | Второй         | Первый             | Запасной                                                        | Турниры                              |
| ------- | ----------- | ------------- | -------------- | ------------------ | --------------------------------------------------------------- | ------------------------------------ |
| 2002—03 | Андреа Шёпп | Моника Вагнер | Карина Майделе | Sina Irral         | Анна Хартельт                                                   | ЧГЖ 2003                             |
| 2003—04 | Андреа Шёпп | Моника Вагнер | Джейн Бок-Коуп | Анна Хартельт      | Sina Irral тренер: Райнер Шёпп                                  | ЧЕ 2003 (7 место)                    |
| 2003—04 | Андреа Шёпп | Моника Вагнер | Джейн Бок-Коуп | Sina Irral         | Анна Хартельт                                                   | ЧГЖ 2004                             |
| 2005—06 | Андреа Шёпп | Моника Вагнер | Анна Хартельт  | Мари-Тереза Роттер | Тина Чачке тренер: Райнер Шёпп                                  | ЧЕ 2005 (11 место) ЧМ 2006 (4 место) |
| 2006—07 | Андреа Шёпп | Моника Вагнер | Анна Хартельт  | Тина Чачке         |                                                                 | ККК 2006                             |
| 2006—07 | Андреа Шёпп | Моника Вагнер | Анна Хартельт  | Мари-Тереза Роттер | Тина Чачке (ЧЕ), Тереза Валльнер (ЧМ) тренер: Райнер Шёпп       | ЧЕ 2006 (5 место) ЧМ 2007 (8 место)  |
| 2007—08 | Андреа Шёпп | Моника Вагнер | Анна Хартельт  | Мари-Тереза Роттер | Кристина Халлер (ЧЕ), Мелани Робиллард (ЧМ) тренер: Райнер Шёпп | ЧЕ 2007 (7 место) ЧМ 2008 (9 место)  |

(скипы выделены полужирным шрифтом)